# Ceramius
Ceramius är ett släkte av steklar. Ceramius ingår i familjen Masaridae.

## Dottertaxa tillCeramius, i alfabetisk ordning[1]
- Ceramius auctus
- Ceramius beaumonti
- Ceramius beyeri
- Ceramius bicolor
- Ceramius bischoffi
- Ceramius braunsi
- Ceramius brevitarsis
- Ceramius bureschi
- Ceramius capensis
- Ceramius capicola
- Ceramius caucasicus
- Ceramius cerceriformis
- Ceramius clypeatus
- Ceramius codoni
- Ceramius consobrinus
- Ceramius damarinus
- Ceramius doursii
- Ceramius eburnea
- Ceramius fonscolombei
- Ceramius gessi
- Ceramius hessei
- Ceramius hispanicus
- Ceramius jacoti
- Ceramius koeroegabensis
- Ceramius lichtensteinii
- Ceramius linearis
- Ceramius lusitanicus
- Ceramius maroccanus
- Ceramius metanotalis
- Ceramius micheneri
- Ceramius montanus
- Ceramius nigripennis
- Ceramius palaestinensis
- Ceramius peringueyi
- Ceramius richardsi
- Ceramius rubripes
- Ceramius schulthessi
- Ceramius socius
- Ceramius tigrina
- Ceramius toriger
- Ceramius tuberculifer
- Ceramius vechti